# Tom och Jerry på väg mot planeten Mars
Tom och Jerry på väg mot planeten Mars (engelska originalets titel: Tom and Jerry Blast Off to Mars!) är en 70 minuter lång animerad amerikansk film från 2005, skriven och regisserad av Bill Kopp. Filmen handlar om Tom och Jerry som av misstag råkar komma ombord på en rymdraket till Mars.